# Cubismo de colagens

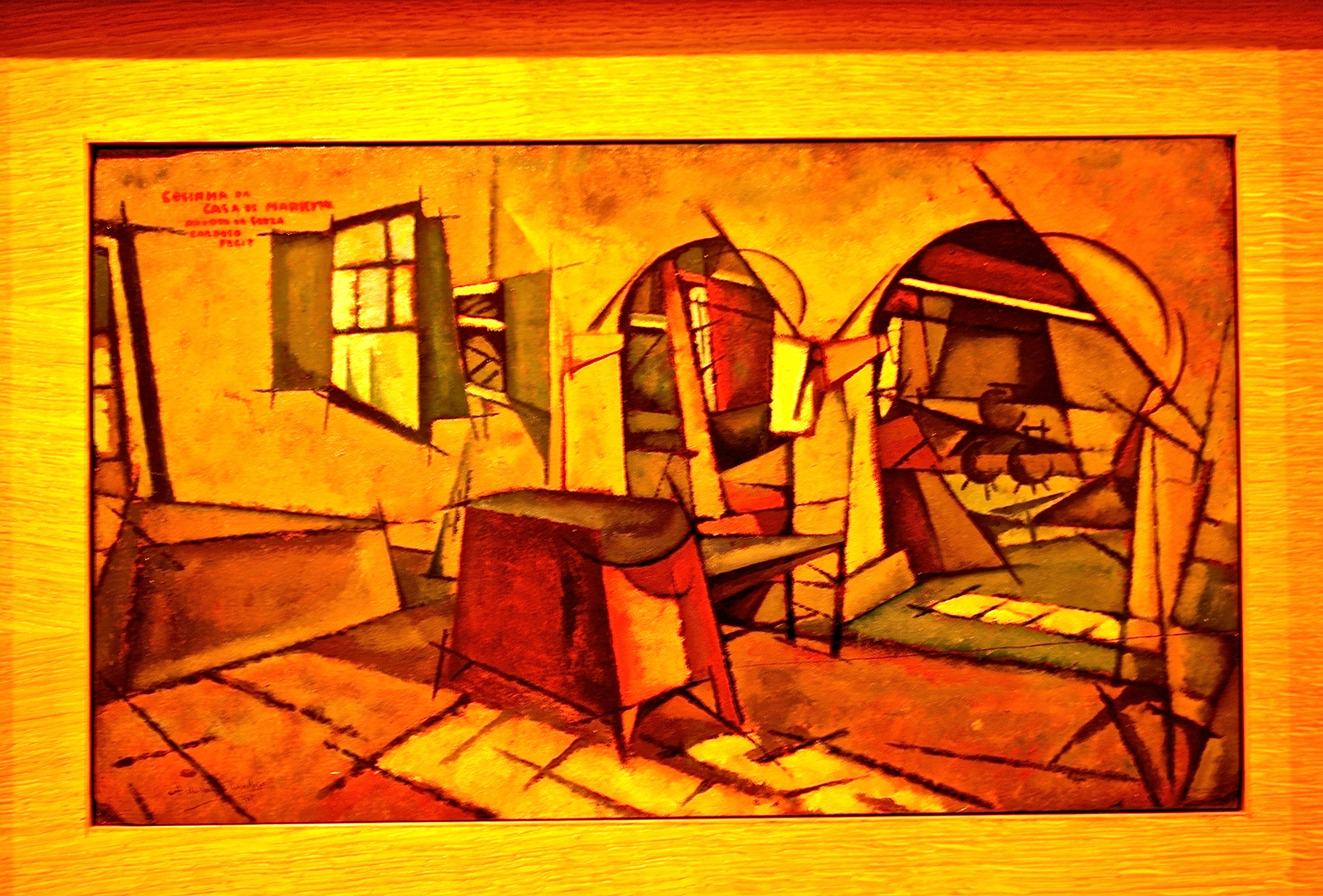
Exemplo da arte do cubismo de colagens.

O cubismo de colagens ou cubismo sintético (1910) foi uma fase do cubismo que se segue à fase analítica. É composto quase que inteiramente de fragmentos de materiais cortados e colados, tendo somente algumas linhas a mais para completar o desenho. Os elementos de uma colagem foram moldados e combinados, e depois desenhados ou pintados com o objetivo de lhes conferir um sentido figurativo mantendo sua identidade original como fragmentos de material. Assim, sua função é tanto representar (ser parte de uma imagem) como apresentar (ser ele próprio). Os materiais eram introduzidos numa tentativa de estimular a visão, desfazendo a carga hermética característica do cubismo analítico e visando explorar a realização da própria peça enquanto obra de arte.
Nessa fase, o espaço do quadro é criado pela intersecção real de camadas de materiais colados. O cubismo de colagens oferece um conceito de espaço basicamente novo, o primeiro desde Masaccio: é um verdadeiro marco na história da pintura.
Após a experiência do cubismo analítico, os cubistas perceberam a urgência de recompor a realidade, que se tem de sondar mais profundamente e não dissolver. A ocorrência do cubismo sintético para alguns – como Lhote – começou no final de 1910, mas outros acreditam que tenha tido início algum tempo depois. A essa altura do movimento, foi explorada a livre reconstituição da imagem do objeto, uma vez por todas liberto da perspectiva. Agora, ele não é mais analisado nem desmembrado em todas as suas partes constitutivas, mas, sim, resumido em sua fisionomia essencial, sem que seja entregue às regras de imitação; todas ou apenas algumas partes do objeto aparecem no plano do quadro de todos os lados que houverem.
Juan Gris, sem dúvida o mais rigoroso defensor do cubismo sintético, afirmava que sua pintura não partia da realidade, mas da ideia. Cézanne, afirmava ele, “faz de uma garrafa um cilindro, eu parto do cilindro para criar um indivíduo de um tipo especial: de um cilindro eu faço uma garrafa, uma certa garrafa.” Foi a partir de então que a liberdade dos artistas não teve mais limites. A síntese ocorrerá como dado pré-constituído, não mais por meio do ato criativo que filtra a pluralidade do real para mostrar, depois, seus caracteres fundamentais.
O eclodir da Primeira Guerra Mundial atenua o ímpeto do cubismo. Entretanto, no seio do movimento artístico esboçam tendências que se afastam do projeto inicial. A liberdade do cubismo sintético trouxe, também, a emancipação da rigidez da linha reta e das cores apagadas. A linha começou a se arquear e as cores, definidas e puras, ganharam esplendor – resgatava-se o tom fovista. A paleta viva ressurgiu primeiramente na arte de Léger e Delaunay.
Fernand Léger estava mais interessado na reprodução do real através dos volumes geométricos pela necessidade de síntese igualmente expressa no recurso às amplas demãos de cores primárias. O artista conta: "A cor foi para mim um tônico necessário. Nisso, Delaunay e eu éramos ainda muito diferentes dos outros. Eles pintavam monocromaticamente, nós policromaticamente. Delaunay continuava a linha dos impressionistas com a utilização dos complementares um ao lado do outro, o vermelho e o verde. Eu não queria mais colocar duas cores complementares uma perto da outra. Queria chegar a tons que se isolassem, um vermelho muito vermelho, um azul muito azul. Se se coloca um amarelo ao lado do azul, este também dá um complementar, um verde. Delaunay caminhava, portanto, para a nuança e eu, maciçamente, para a franqueza da cor e do volume, para o contraste. Um azul puro permanece um azul puro se estiver próximo de um cinza ou de um tom não complementar. Se estiver oposto a um laranja, a relação torna-se construtiva mas não colore". (Léger apud De Micheli, 2004, p.188)
Assim como a cor, passou-se aos papiers collés, colagens de pedaços da realidade aplicadas na tela para a tornarem mais consistente e tangível. Partindo de objetivos divergentes, os cubistas foram os primeiros a se servir da colagem. Apollinaire apresenta uma tendência sentimental previsível para explicar este uso. Entretanto, em geral, as explicações de críticos são outras e, por vezes, são, inclusive, contraditórias. Possivelmente, e segundo a perspectiva de Mario de Micheli (2004), seja mais correto afirmar que “a colagem foi, para os cubistas, uma das maneiras de reagir ao pictoricismo, para reencontrar o tom local evitando a pincelada”. No entanto, muitas vezes os artistas do cubismo imitavam, em seus quadros, objetos verdadeiros.
Acreditava-se, com a introdução de um pedaço de realidade na tela, ou, melhor, com um objeto pintado pela imitação do trompe-l’oeil, que os cubistas “queriam estabelecer um confronto direto entre a consistência objetiva do quadro pintado e a instantaneidade de um objeto qualquer – em suma, a pintura devia demonstrar ser uma realidade tão verdadeira quanto o próprio objeto”. O cubismo faz nascer a noção de quadro-objeto, ainda que ela tenha ancestralidade cézaniana. A tela precisa ter a qualidade do absoluto, a concretude de um verdadeiro objeto, vivendo com plasticidade definida. Esse caminho levou ao quadro composto exclusivamente de objetos, o que não passava da busca incessante por uma expressão de arte, sem a conotação provocativa dadaísta.